# Bitwa pod Agnadello
Bitwa pod Agnadello – starcie zbrojne, które miało miejsce 14 maja 1509 podczas wojny włoskiej (1508–1510), zwanej także wojną Ligi Cambrai.

## Wstęp
W roku 1508 do rozprawy z Wenecją szykowali się władca francuski Ludwik XII oraz cesarz Maksymilian I, którzy 10 grudnia 1508 zawarli Ligę w Cambrai. Przystąpił do niej również papież Juliusz II, rzucając ekskomunikę na Wenecję a także Hiszpania, Anglia, Węgry Jagiellonów oraz Sabaudia, Ferrara, Mantua i Florencja. Sojusznicy zamierzali odebrać Wenecji jej terytoria i podzielić między siebie. Przebieg wojny początkowo zapowiadał realizację tych planów. Wojska francuskie zadały oddziałom weneckim ciężką klęskę pod Agnadello, po czym szybko zajęły prawie całą Lombardię wenecką. Po roku krwawych walk udało się jednak Wenecji odzyskać stracone ziemie, głównie dzięki odwadze i poświęceniu jej mieszkańców, składających się w przeważającej części z mas chłopskich.

## Bitwa
15 kwietnia 1509 roku francuska armia (30 000 żołnierzy) dowodzona osobiście przez króla Ludwika XII opuściła Mediolan i najechała terytorium Republiki Weneckiej. By powstrzymać pochód najeźdźczej armii Wenecjanie skoncentrowali w pobliżu Bergamo liczną armię złożoną z najemników, którą wspólnie dowodzili dwaj kuzyni z rodu Orsinich – Bartolomeo d’Alviano i Niccolò Orsini. Od władz weneckich obaj wodzowie otrzymali instrukcję by unikali otwartej bitwy z idącymi naprzód Francuzami i w najbliższych tygodniach ograniczali się jedynie do wojny partyzanckiej opartej na licznych niewielkich potyczkach.
9 maja Ludwik XII przeprawił swą armię przez Addę pod Cassano d’Adda. W tym czasie Alviano i Pitigliano (łącznie 15 000 żołnierzy) obozowali wokół miasta Treviglio i sprzeczali się co do dalszego sposobu prowadzenia walki z Francuzami, gdyż Alviano chciał atakować nie zważając na otrzymane rozkazy. W końcu ustalili, że ruszą na południe w kierunku rzeki Pad w poszukiwaniu lepszych pozycji.
14 maja, gdy armia wenecka maszerowała na południe, Alviano natknął się na zgrupowanie wojsk francuskich, na którego czele stał Seigneur de Chaumont. Francuskie siły zgromadzone były wokół wioski Agnadello. Alviano ustawił swe siły liczące około 8 000 żołnierzy na grzbiecie górującym nad okolicznymi winnicami. De Chaumont spróbował zaatakować, najpierw za pomocą kawalerii, a następnie użył szwajcarskich pikinierów. Jednak atak pod górę przez teren pełen rowów irygacyjnych z powodu padającego deszczu wypełnionych błotem nie mógł doprowadzić do złamania weneckiego szyku.
Pitigliano znajdował się blisko 10 kilometrów na południe od pozycji zajmowanych przez wojska Alviano, gdy Francuzi przypuścili atak. Gdy Alviano zażądał od Pitigliano pomocy, ten odpowiedział, że powinien unikać bitwy pozycyjnej i kontynuował swój marsz na południe.
W międzyczasie dotarł pod Agnadello z resztą francuskich sił król Ludwik XII. Francuzi otoczyli wojska Alviano z trzech stron, po czym w ciągu następnych trzech godzin prowadzili operację niszczenia osaczonej armii weneckiej. Wenecka kawaleria załamała się i uciekła z pola bitwy, a sam Alviano został ranny i pojmany przez żołnierzy francuskich. Zabito, raniono lub wzięto do niewoli 4 000 żołnierzy armii weneckiej.
Gdy wieści o klęsce pod Agnadello dotarły do wojsk dowodzonych przez Pitigliano, rankiem następnego dnia znaczna część żołnierzy z jego armii zdezerterowała. Wobec szybkich postępów francuskiej armii Pitigliano z resztkami swych sił pośpiesznie wycofał się do Treviso, a następnie do Wenecji. Armia Ludwika XII przystąpiła wkrótce do okupacji pozostałej części Lombardii.